# Prosphora

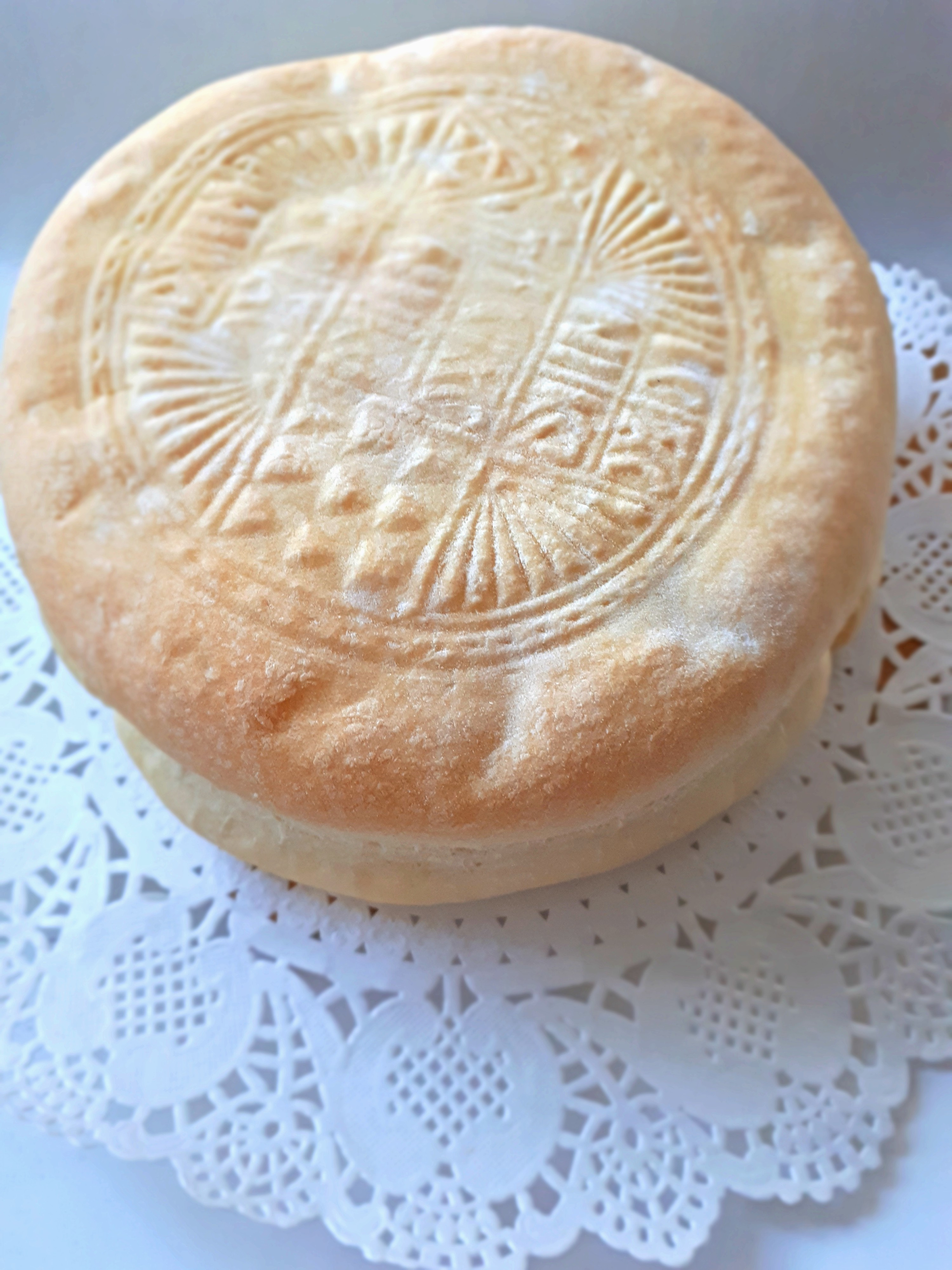
Große Prosphora

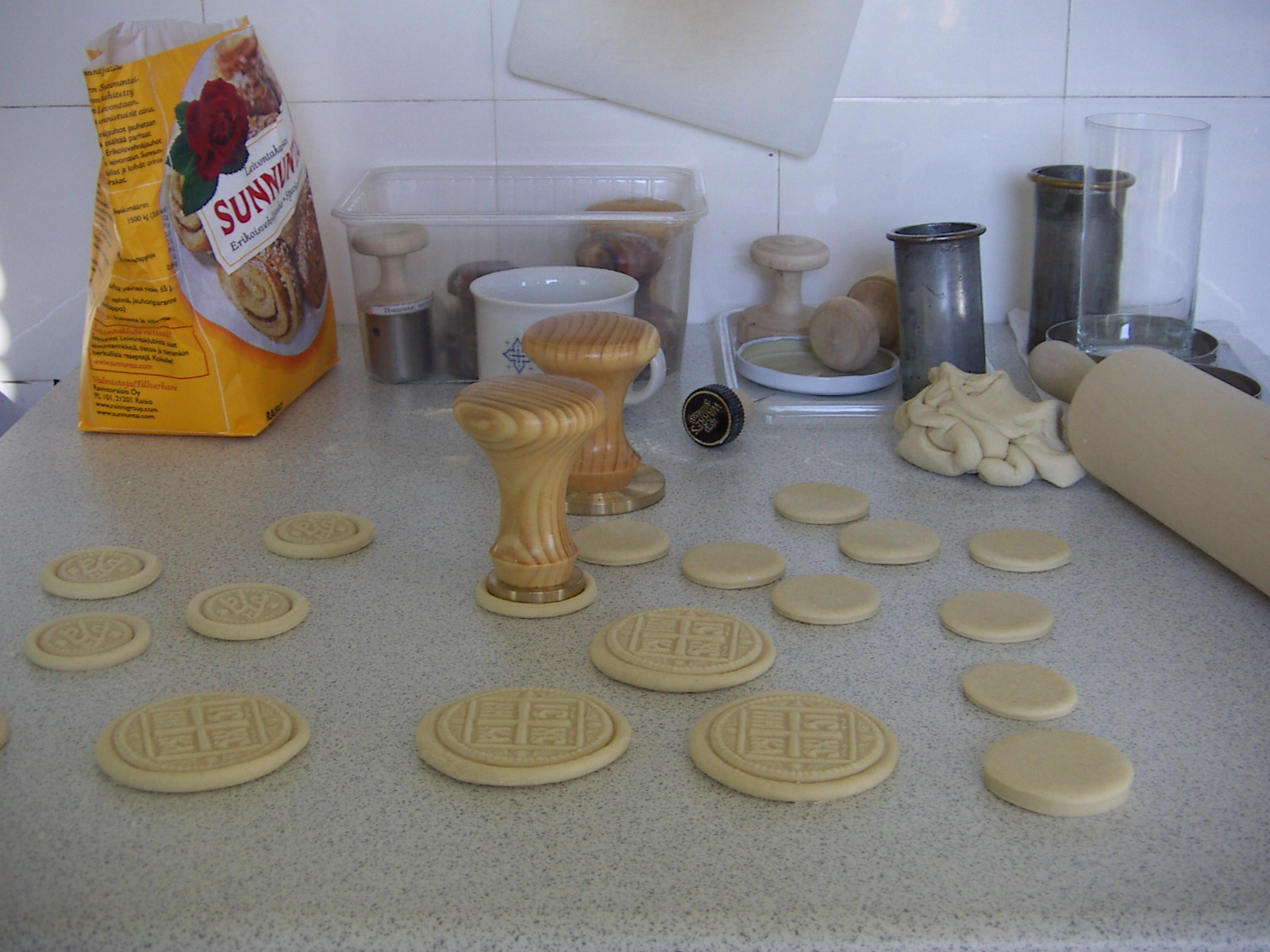
Stempeln des Siegels

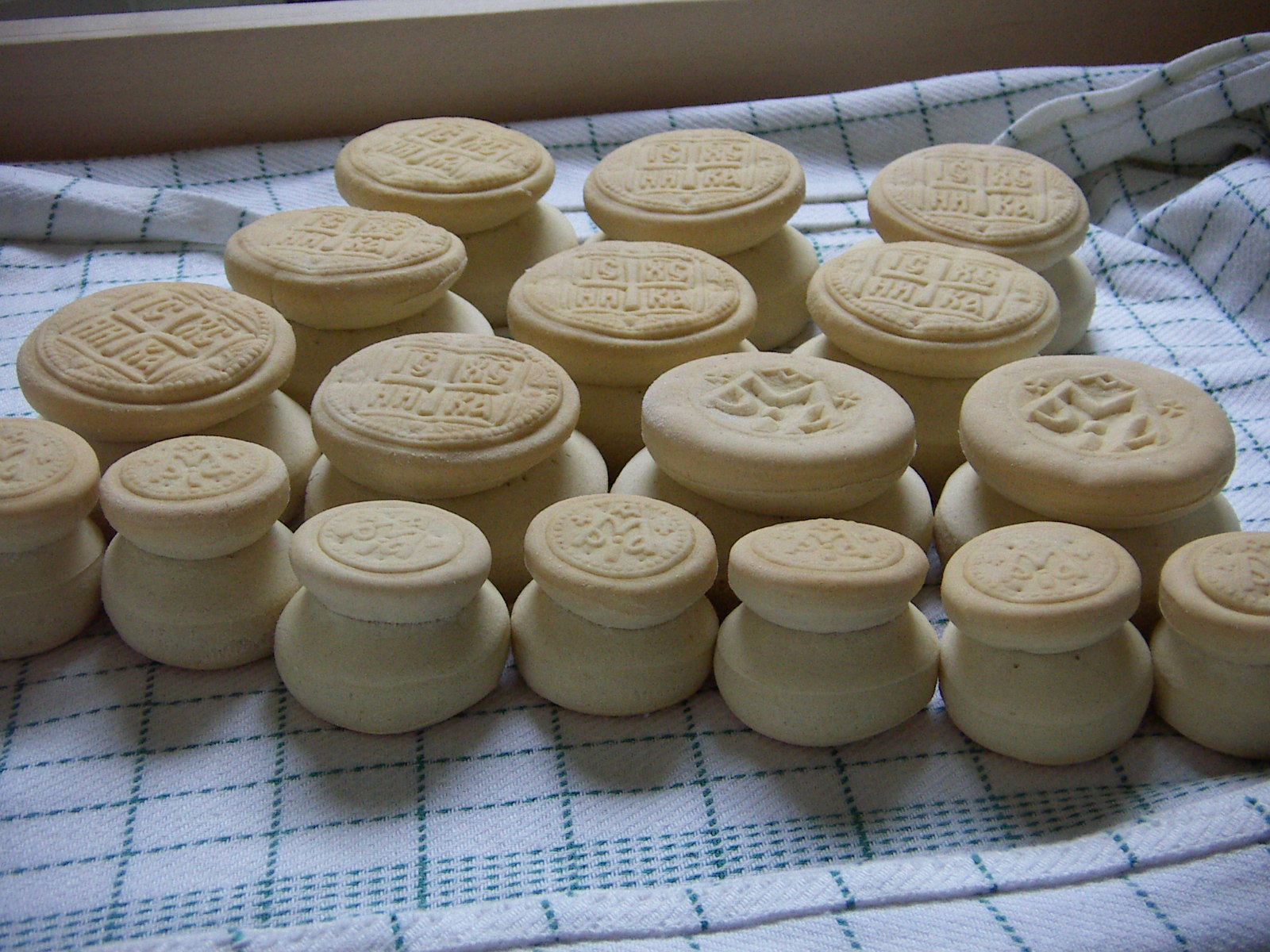
Frisch gebackene Prosphoren

Als Prosphora (προσφορά prosphorá, deutsch ‚Gabe, Opfer‘), Plural Prosphoren, bezeichnet man gestempeltes Rundbrot für die orthodoxe Eucharistiefeier (Göttliche Liturgie). In der griechisch-orthodoxen Kirche verwendet man ein großes Brot, in den slawischen orthodoxen Kirchen fünf kleine Brote. Ihre Zahl erinnert an die biblische Perikope von der Speisung der Fünftausend mit fünf Broten und zwei Fischen.

## Beschreibung
Die Prosphora des byzantinischen Ritus ist ein rundes Weißbrot. Vor dem Backen wird ein etwas kleineres rundes Teigstück wie ein Deckel darauf gesetzt, in dessen Mitte mit einem Brotstempel das „Siegel“ (σφραγίς sphragís) eingeprägt wurde. Diese Zweiteiligkeit des Brotes wird symbolisch zu den zwei Naturen Christi in Beziehung gesetzt.
Es gibt seit byzantinischer Zeit verschiedene Typen liturgischer Brotstempel. Der quadratische Stempel für kleine eucharistische Brote zeigt ein Kreuz, um das die griechischen Buchstaben ΙΣ ΧΣ ΝΙΚΑ („Jesus Christus siegt“) angeordnet sind. Daneben gibt es auch Stempel für große Brote (Foto), die markieren, wo bei der Gabenbereitung die Brotstückchen ausgeschnitten werden, welche Maria, die Heiligen, die Lebenden und die Entschlafenen repräsentieren. Ringsum liest man auf diesen großen Brotstempeln manchmal den Schriftzug: „Nehmet, esset, das ist mein Leib, der für euch gebrochen wird.“

## Geschichtliche Entwicklung
Der Brauch, selbstgebackenes Brot zur Eucharistiefeier mitzubringen, ist seit dem 3. Jahrhundert bezeugt. Brot für die Eucharistie zu backen galt als eine Auszeichnung und war getauften Christen, die in gutem Ruf standen, vorbehalten. Vor Beginn des Gottesdienstes übergaben sie die Brote an die Diakone, und diese wählten in der Sakristei (skeuophylakion) aus, welche Brotlaibe für den Gottesdienst verwendet wurden. Daraus entwickelte sich seit dem 9. Jahrhundert die Gabenbereitung (Proskomidie), welche der Göttlichen Liturgie vorausgeht, und der Große Einzug der heutigen Liturgie war ursprünglich eine Prozession mit den ausgewählten Broten zum Altar.

## Backen der Prosphoren

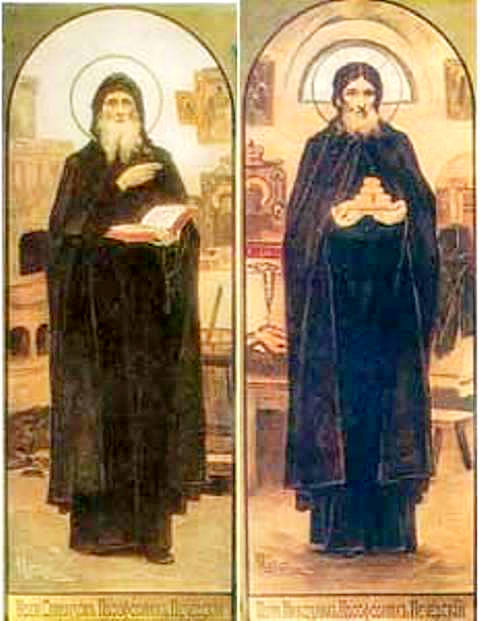
Hl. Spiridon und Nikodim

Einige orthodoxe Klöster haben Prosphorenbäckereien. Andernorts wird diese Aufgabe von Gemeindemitgliedern, besonders Frauen, wahrgenommen. Es wird empfohlen, sich durch Beichte, Gebet und Fasten auf das Backen der Prosphoren vorzubereiten. Wer eine offene Wunde hat, sollte keine Prosphoren backen; das Gleiche gilt traditionell für Frauen während der Menstruation.
Während des Backens soll in der Küche eine meditative Atmosphäre herrschen. Die Zutaten für Prosphoren sind reines Weizenmehl, warmes Wasser, Hefe und Salz. Die Backutensilien und die Brotstempel sollen für keinen anderen Zweck gebraucht und vom Kücheninventar getrennt aufbewahrt werden.
Die orthodoxen Heiligen Spiridon und Nikodim, Mönche des Kiewer Höhlenklosters im 12. Jahrhundert, sind der Phosphorenbäckerei besonders verbunden. Spiridon, der wenig formelle Bildung besaß, war über dreißig Jahre in der Bäckerei tätig und sang dabei Psalmen.

## Verwendung der Prosphoren außerhalb der Liturgie
Insbesondere in slawischen orthodoxen Kirchen kann man gegen eine Spende für wohltätige Zwecke kleine Phosphoren erhalten. Diese werden von den Gemeindegliedern mit nach Hause genommen und als Teil einer persönlichen spirituellen Praxis verzehrt, beispielsweise wird täglich ein Stückchen Prosphora gegessen und dazu etwas heiliges Wasser getrunken.